# Bullhead (U-Boot)
Die USS Bullhead (SS-332) war ein U-Boot der Balao-Klasse der US Navy. Es wurde während des Zweiten Weltkriegs im Rahmen der Pazifikflotte im Pazifik gegen Japan eingesetzt. Aller Wahrscheinlichkeit nach wurde die Bullhead am 6. August 1945, dem Tag des ersten Atombombenabwurfs auf Hiroshima als letztes Schiff der US Navy während des Zweiten Weltkriegs versenkt.
Das Boot war das einzige Schiff der US Navy, welches den Namen Bullhead trug. Der Name dient als Bezeichnung für verschiedene unterschiedliche Arten der Knochenfische, darunter die Groppen. (→ Siehe auch: Cabezon (U-Boot).)

## Technik und Bewaffnung
Die Bullhead war ein diesel-elektrisches Patrouillen-U-Boot der Balao-Klasse. Die Balao-Klasse wurde gegenüber der Gato-Klasse nur geringfügig verbessert und war wie jene für lange offensive Patrouillenfahrten im Pazifik ausgelegt. Insbesondere die Tauchtiefe wurde, basierend auf den Erfahrungen während des Krieges gegen Japan, vergrößert und der Innenraum verbessert. Äußerlich und in ihren Dimensionen glichen sich die Boote beider Klassen weitgehend.

### Technik
Die Bullhead war 95 Meter lang und 8,3 Meter breit, ihr Tiefgang betrug maximal 5,1 Meter. Aufgetaucht verdrängte sie 1526 ts, getaucht 2424 ts. Der Antrieb erfolgte durch vier 16-Zylinder-Dieselmotoren von General Motors, Modell 16-278A, die je 1000 kW (1350 PS) Leistung brachten. Unter Wasser wurde das U-Boot durch vier Elektromotoren mit insgesamt 2740 PS angetrieben, die ihre Energie aus zwei 126-zelligen Akkumulatoren bezogen. Die Motoren gaben ihre Leistung über ein Getriebe an zwei Wellen mit je einer Schraube ab. Die Geschwindigkeit betrug aufgetaucht maximal 20,25 Knoten, getaucht schaffte die Bullhead noch 8,75 Knoten. Die mögliche Tauchzeit betrug 48 Stunden, die maximale Konstruktionstauchtiefe lag bei 120 Metern. In den Treibstofftanks konnten 440 Kubikmeter Dieselkraftstoff gebunkert werden, damit hatte das Boot einen Fahrbereich von 11.000 Seemeilen bei 10 Knoten.

### Bewaffnung
Die Hauptbewaffnung der Bullhead bestand aus zehn 533-mm-Torpedorohren, sechs im Bug, vier achtern, für die sich 24 Torpedos an Bord befanden. Hinter dem Turm war ein 5-Zoll-Deckgeschütz angebracht. Auf dem Wintergarten waren eine 20-mm-Oerlikon-Maschinenkanone und eine 40-mm-FlaK untergebracht. Zusätzlich konnten zwei 12,7-mm-Maschinengewehre bei Bedarf an diversen Positionen des Schiffs montiert und nach Gebrauch wieder im Boot verstaut werden. Zur Ortung feindlicher Schiffe verfügte die USS Bullhead über ein JK/QC- und ein QB-Sonar unter dem Bug, an Deck waren JP-Hydrophone installiert. Am ausfahrbaren Elektronikmast war ein SD-Radar mit 20 Seemeilen Aufklärungsreichweite zur Ortung feindlicher Flugzeuge angebracht, zusätzlich verfügte das U-Boot über ein SJ-Oberflächensuchradar mit etwa zwölf Seemeilen Reichweite. Im getauchten Zustand konnte über das am Periskop angebrachte ST-Radar mit acht Seemeilen Reichweite ebenfalls eine Ortung feindlicher Schiffe erfolgen.

## Geschichte

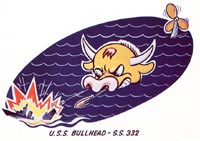
Insignien der Bullhead

Das U-Boot mit der Nummer SS-332 wurde am 21. Oktober 1943 bei Electric Boat in Groton, Connecticut auf Kiel gelegt. Der Stapellauf und die Taufe erfolgten am 16. Juli 1944. Taufpatin des Bullhead getauften U-Bootes war Mrs. Howard R. Doyle. Als Kommandant übernahm Commander W. T. Griffith die Führung des Bootes, das zunächst Probe- und Übungsfahrten vor der Küste Neuenglands durchführte.
Vom 21. März 1945 bis zu seinem Untergang am 6. August 1945 befand sich die Bullhead im Einsatz auf dem pazifischen Kriegsschauplatz. In dieser Zeit vollendete sie zwei Feindfahrten, wobei sie überwiegend im Südchinesischen Meer und im Golf von Siam operierte.

### Erste Feindfahrt (März/April 1945)
Während der ersten Feindfahrt war ihre Hauptaufgabe das Beziehen von Positionen entlang der Flugrouten angreifender alliierter Flugzeuge bei deren Angriffen gegen Japan. In dieser Funktion konnte Bullhead drei Besatzungsmitglieder einer abgestürzten B-29 Superfortress retten. Außerdem wurden die Dongsha-Inseln zweimal mit der Bordartillerie beschossen, um die dortige japanische Funkstation zu zerstören.

### Zweite Feindfahrt (Mai/Juni 1945)
Während der zweiten Feindfahrt war ihre Hauptaufgabe erneut die Sicherung alliierter Luftangriffe. Außerdem wurden bei Operationen im Südchinesischen Meer und im Golf von Siam am 18. und am 25. Juni 1945 zwei kleinere Frachtschiffe torpediert und versenkt. Zusätzlich kämpfte die Bullhead am 19. Juni einen kleinen japanischen U-Boot-Jäger nieder und versenkte außer diesem auch noch einen kleinen Segelschoner mittels Geschützfeuer. Zudem wurden ebenfalls durch Geschützfeuer zwei weitere leichte-U-Boot-Jäger beschädigt, ebenso ein weiterer kleiner Frachter.

### Dritte Feindfahrt (Juli/August 1945)
Am 31. Juli 1945 lief die Bullhead zu ihrer dritten und letzten Feindfahrt aus. Sie sollte gemeinsam mit dem Schwesterschiff USS Capitaine (SS-336) und USS Puffer (SS-268) (Gato-Klasse) eine koordiniert operierende U-Boot-Gruppe, „Wolfpack“ genannt, bilden und in der Javasee operieren. Am 6. August gab die Bullhead das letzte Lebenszeichen von sich, als sie meldete, soeben die Lombokstraße zwischen Bali und Lombok passiert zu haben. Dies war die letzte Nachricht von der Bullhead und ihrer Besatzung.
Nach dem Krieg ergaben Recherchen, dass das Boot wahrscheinlich kurz nach dem Absetzen der Positionsmeldung versenkt wurde. Am 6. August 1945 meldete ein japanisches Flugzeug vom Typ Mitsubishi Ki-51 zwei direkte Treffer und anschließend zehn Minuten lang das Aufsteigen von Luftblasen und Öl an der Stelle, an der das angegriffene U-Boot verschwand. Alle 84 Besatzungsmitglieder kamen ums Leben.

## Auszeichnungen
Für ihre Einsätze im Zweiten Weltkrieg erhielt die Bullhead insgesamt zwei Battle Stars.